# Luzula subsessilis
Luzula subsessilis är en tågväxtart som först beskrevs av Sereno Watson, och fick sitt nu gällande namn av Franz Georg Philipp Buchenau. Luzula subsessilis ingår i Frylesläktet som ingår i familjen tågväxter. Inga underarter finns listade i Catalogue of Life.